# Chrissy Givens
Chrissy Tiyana Givens, all'anagrafe macedone Krisi Givens (Monroe, 26 luglio 1985), è un'ex cestista statunitense naturalizzata macedone, professionista nella WNBA.

## Carriera
È stata selezionata dalle Phoenix Mercury al terzo turno del Draft WNBA 2007 (31ª scelta assoluta).